# Hohenkammer
Hohenkammer település Németországban, azon belül Bajorországban. Lakosainak száma 2716 fő (2023. december 31.). Hohenkammer Paunzhausen, Allershausen, Kranzberg és Fahrenzhausen községekkel határos.

## Népesség
A település népessége az elmúlt években az alábbi módon változott:
| Lakosok száma | 655  | 999  | 1242 | 1609 | 2355 | 2382 | 2536 | 2635 | 2655 | 2716 |
|               | 1875 | 1950 | 1975 | 1987 | 2012 | 2014 | 2016 | 2017 | 2021 | 2023 |